# Seine-et-Marne
Seine-et-Marne (oznaka 77) je francoski departma, imenovan po rekah Seni in Marni, ki tečeta skozenj. Nahaja se v regiji Île-de-France.

## Zgodovina
Departma je bil ustanovljen v času francoske revolucije 4. marca 1790 iz vzhodnega dela nekdanje province Île de France.

## Geografija
Seine-et-Marne leži v vzhodnem delu regije Île-de-France. Na zahodu meji na departmaje Essonne, Val-de-Marne, Seine-Saint-Denis in Val-d'Oise, na severu na pikardijska departmaja Oise in Aisne, na vzhodu na departmaja regije Šampanje-Ardenov Marne in Aube, na jugu pa na departmaja Yonne (regija Burgundija) in Loiret (regija Center).
Departma ima več naravnih rezervatov, med drugim Brie in Gâtinais.